# 坪井川公園站
坪井川公園站（日语：／ Tsuboigawa-Kouen eki */?）是位於熊本縣熊本市中央區坪井六丁目，熊本電氣鐵道的菊池線車站。車站編號為KD05。

## 歷史
- 1995年（平成7年）1月9日：車站啟用。
- 2015年（平成27年）4月1日：此站可以使用交通系IC卡「熊本地域振興IC卡（日语：熊本地域振興ICカード）（熊本熊之IC CARD）」[1]。
- 2019年（令和元年）10月1日：此站引入車站編號[2]。

## 車站構造
車站是一座地面車站，設有1面1線的單式月台。此站是無人車站，沒有車站大樓，月台上設有上蓋。
月台上設有IC卡讀卡機（只限入閘）。

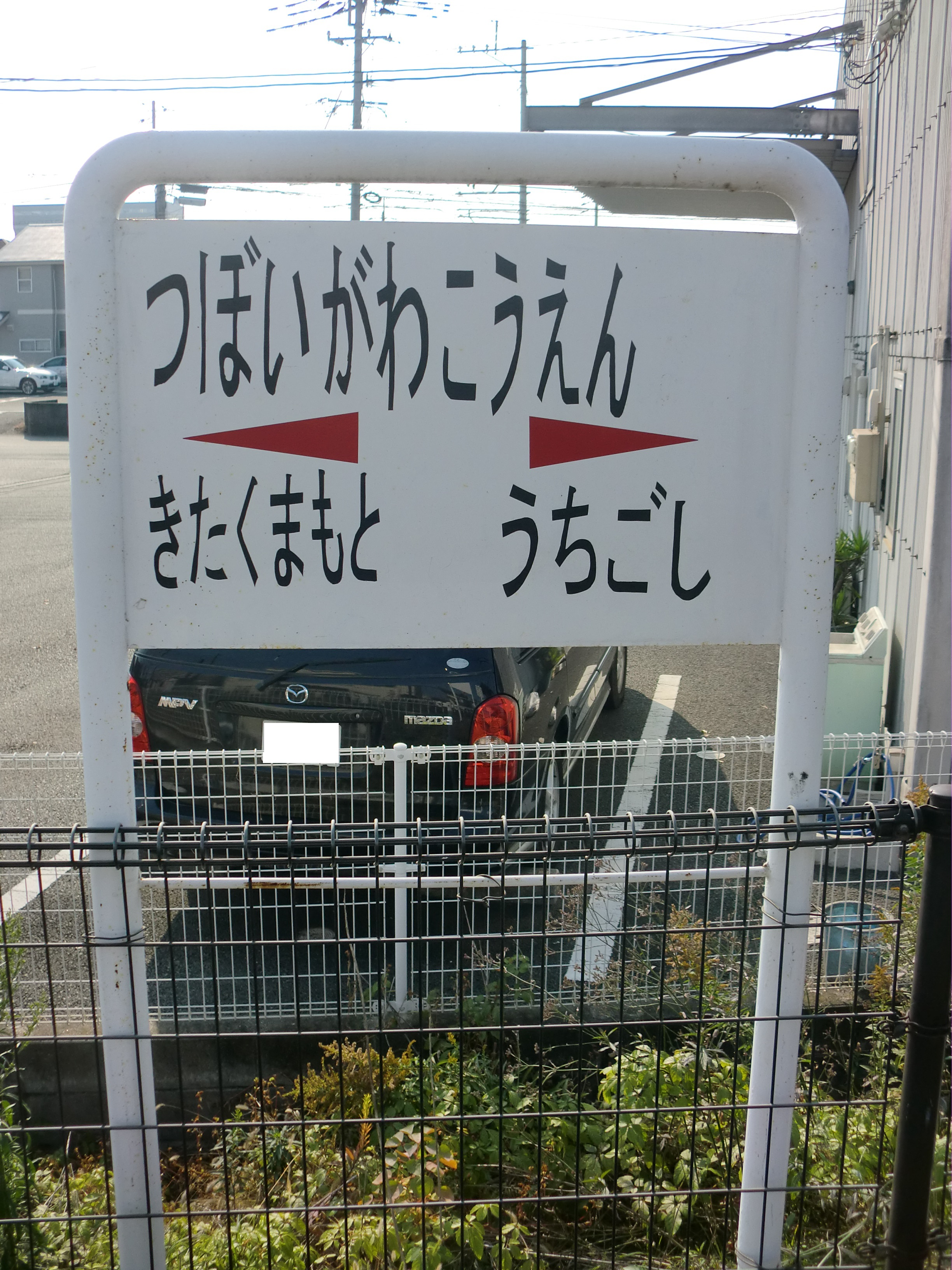
站名牌
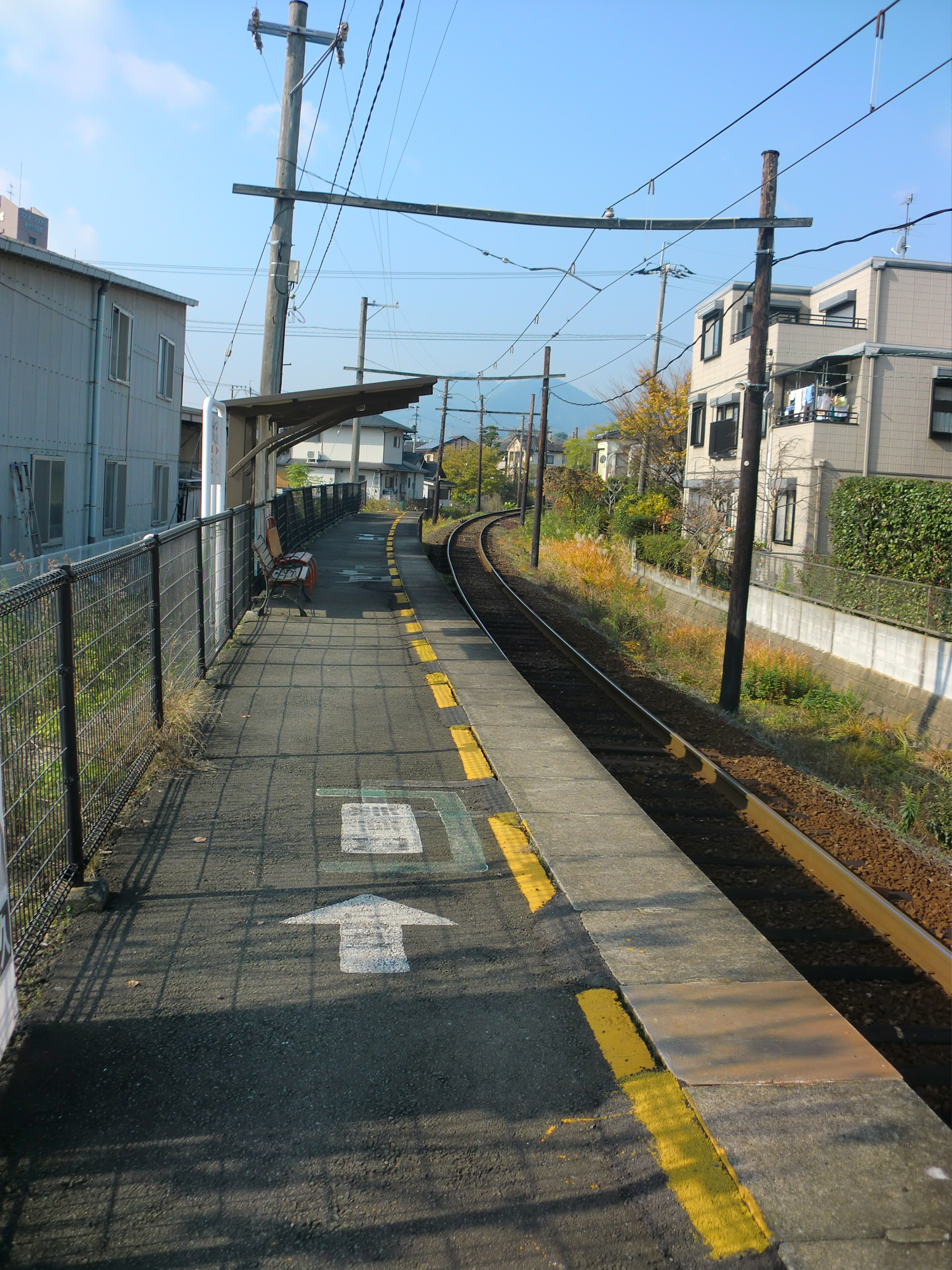
月台
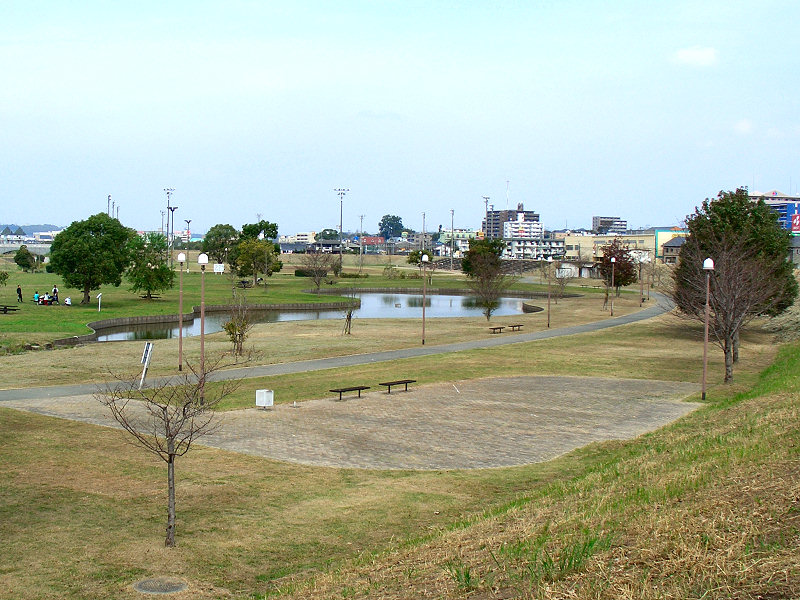
坪井川綠地

## 使用狀況
| 年度   | 1日平均 乘車人次 | 1日平均 上下車人次 |
| ------ | ---------------- | ------------------ |
| 2012年 |                  | 195                |
| 2013年 |                  | 211                |
| 2014年 | 130              | 209                |
| 2015年 |                  | 206                |
| 2016年 |                  | 219                |
| 2017年 |                  | 233                |
| 2018年 |                  | 192                |

## 車站周邊
車站鄰近坪井川的滯洪池。
- 國道3號
- 坪井川遊水公園（日语：坪井川_(熊本県)#流域）（坪井川綠地）
- 中央汽車學校（日语：中央自動車学校 (熊本県)）
- 坪井中央公園
- 稻荷山古墳（縣指定古蹟）
- 熊本市男女共同參劃中心和詣
- 九州信義宗學院大學（日语：九州ルーテル学院大学）
- 信義宗學院中學·高等學校（日语：ルーテル学院中学校・高等学校）
- 熊本電氣鐵道總部

## 相鄰車站
熊本電氣鐵道
■菊池線
打越（KD04）－坪井川公園（KD05）－北熊本（KD08）

## 注腳
1. 1 2  電鉄電車（菊電）でのご利用 （页面存档备份，存于）（日語）（熊本熊之IC CARD）
2. ↑  電車 「駅ナンバリング」導入のお知らせ （页面存档备份，存于）（日語） - 熊本電氣鐵道，2019年8月15日，同日參閲。
3. ↑  公共交通の現状等、52頁 （页面存档备份，存于）（日語） ，2018年12月10日參閲
4. ↑  国土数値情報(駅別乗降客数データ)  （页面存档备份，存于）（日語） - 國土交通省，2018年12月10日參閲
5. ↑  国土数値情報　駅別乗降客数データ  （页面存档备份，存于）（日語） - 國土交通省，2020年9月19日參閲

## 外部連結
- 坪井川公園站 （页面存档备份，存于）（日語）（路線圖、車站情報） - 熊本電氣鐵道